# Sânmartinu Maghiar

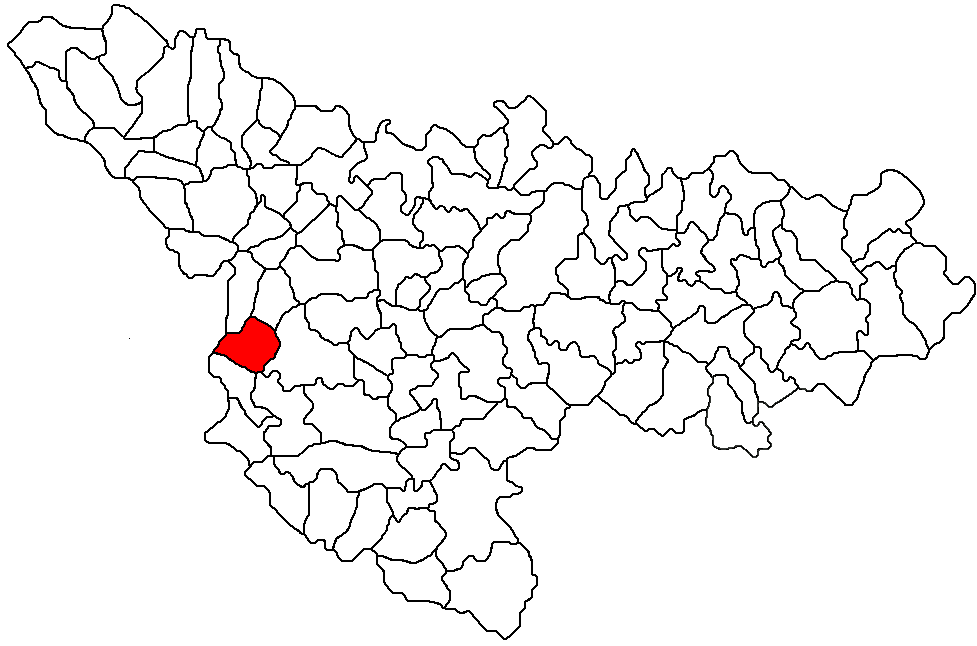
Lage der Gemeinde Uivar im Kreis Timiș

Sânmartinu Maghiar (bis 1924 Sânmartinul Mic, Sânmartinul Unguresc; deutsch Ungarisch-Sanktmartin, ungarisch Magyarszentmárton, serbisch-kyrillisch Мађарски Семартон) ist ein Dorf im Kreis Timiș, Banat, Rumänien. Sânmartinu Maghiar gehört zur Gemeinde Uivar.

## Geografische Lage
Sânmartinu Maghiar liegt im Südwesten des Kreises Timiș, in 31 Kilometer Entfernung von Timișoara.

## Nachbarorte
| Checea   | Uivar                                       | Răuți              |
| Pustiniș | Kompassrose, die auf Nachbargemeinden zeigt | Diniaș             |
| Otelec   | Iohanisfeld                                 | Sânmartinu Sârbesc |

## Geschichte
Magyarszentmárton wurde 1806 durch die Ansiedlung von 100 ungarischen Familien aus Szeged gegründet. Es war die erste ungarische Siedlung im Banat. Bis zum Ersten Weltkrieg war Magyarszentmárton Teil des Königreichs Ungarn innerhalb der Doppelmonarchie Österreich-Ungarn. Der Vertrag von Trianon am 4. Juni 1920 hatte die Dreiteilung des Banats zur Folge, wodurch Magyarszentmárton an das Königreich Rumänien fiel. Seitdem ist die amtliche Bezeichnung Sânmartinu Maghiar.

## Demografie
| 1880 | 818 | -  | 800 | 18 | -  |
| 1910 | 781 | 5  | 766 | 9  | 1  |
| 1930 | 743 | 13 | 717 | 9  | 10 |
| 1977 | 414 | 40 | 372 | 2  | -  |
| 2002 | 264 | 90 | 171 | -  | 3  |